# Corinne Bohrer
Corinne Bohrer (Camp Lejeune, Carolina del Nord, 1958) és una actriu nord-americana.
Algunes de les seves pel·lícules que han estat doblades al català són: Boja acadèmia de policia 4 (1987), Star Kid (1997), Ferida enverinada (A Twist of the Knife, 1993), i la sèrie de televisió Enganxada (Rude Awakening, 1998).

## Biografia

### Primers anys
Va créixer a Arlington, Texas, un suburbi de l'àrea metrolitana de Dallas - Fort Worth Metroplex, on va anar a l'Institut Lamar. Bohrer va fer teatre, cosmètica i modelatge de vestits de bany.

### Treball a la televisió
El currículum de Bohrer inclou un paper recurrent com a Lianne Mars, la mare capritxosa de Veronica Mars a la sèrie de televisió Veronica Mars. Els papers previs eren més còmics, entre els quals cal destacar el seu paper com a infermera pediàtrica en la comèdia de situació E/R, com a bruixa en el sitcom  Free Spirit  de l'ABC, d'auxiliar administrativa a l'Ajuntament de Los Angeles interpretat per James Garner i la mare d'un treballador atabalat de megaplex a la pel·lícula original de Disney  Phantom of the Megaplex  (2000). També surt com enamorada de Quaid Randy a  Dead Solid Perfect, i a l'episodi "The One Where Rachel Finds Out" de la sèrie  Dream On. 

### Treball comercial
Al llarg dels anys, Bohrer també ha aparegut freqüentment en anuncis. Bohrer va fer el paper de "consellera" a la campanya "Get a Mac" d'Apple. Més recentment, en anuncis per Totinos Pizza Rolls, Walgreens, la sopa baixa de sodi de Campbell i de Bounty ("One-sheeter"!).

## Filmografia
- El meu any preferit (My Favorite Year) (1982)
- Joysticks (1983)
- Stewardess School (1986)
- Cross My Heart (1987)
- Police Academy 4: Citizens on Patrol (1987)
- Vice Versa (1988)
- Dead Solid Perfect (1988)
- Ferida enverinada (Twist of the Knife) (1993) (TV)
- Revenge of the Nerds IV: Nerds in Love (1994)
- Coriolis Effect (1994)
- Aurora: Operation Intercept (1995)
- Star Kid (1997)
- Inconceivable (1998)
- Enganxada (Rude Awakening) (TV, 9 episodis, 1998-2000)
- Big Eden (2000)